# منگل باغ
منگل باغ (زادهٔ ۱۹۷۳ میلادی)، که با نام منگل باغ آفریدی نیز شناخته می‌شود، رهبر (و براساس برخی گزارش‌ها، بنیانگذار) لشکرِ اسلام‎، یک تشکیلات شبه‌نظامی در خیبر، پاکستان است. تعدادی از روزنامه‌های پاکستان با حاجی امیر منگل باغ از او نام می‌برند. او از قبیلهٔ آفریدی است.
دولت آمریکا در ۸ مارس ۲۰۱۸، حدود ۳ میلیون دلار نیز برای برای کمک به دستگیری و شناسایی مخفیگاه منگل باغ جایزه تعیین کرد.